# 牛捻転胃虫
牛捻転胃虫（うしねんてんいちゅう、学名：Mecistocirrus digitatus）とは、ヒツジ、ウシ、スイギュウなどの第四胃に寄生する線虫の1種。まれにヒトやブタにも寄生する。体長は♂16-28mm、♀19-49mmであり、貧血の原因となると考えられている。